# 남해보물섬고등학교
남해보물섬고등학교는 경상남도 남해군에 있는 고등학교 과정의 공립 각종학교이다.

## 연혁
- 2021년 3월 1일 : 폐교된 옛 서창선초등학교 자리에 개교[1]